# Curry's Wake Up Call
Curry's Wake Up Call, tijdens het programma zelf ook wel Your Wake Up Call genoemd, was tussen mei en september 2008 het ochtendprogramma van Arrow Classic Rock. Het werd gepresenteerd door Adam Curry en Alexander Stevens en richtte zich op de serieuzer politieke onderwerpen die nergens anders behandeld werden. Sommige overheidsinstellingen weigerden met ze te praten omdat ze te kritisch zouden zijn. Aanvankelijk was de show op weekdagen te beluisteren van zes tot tien uur, maar sinds 23 juli 2008 reserveerden Adam en Alexander een uurtje zendtijd voor de Arrow Arbeidsamfetaminen als reactie op het inkorten van de Arbeidsvitaminen op 3FM. Op maandag 1 september 2008 werd de show compleet onverwacht geschrapt. De vrijdag voordien werd nog gezegd dat ze terug maandag op post zouden zijn.

## Podcast
De show was ook als podcast beschikbaar via de website van Arrow. Het betrof een dagelijkse compilatie van alle praatsegmenten uit de show, waar alle muziek uit is geknipt.

## Kritiek
Sommige mensen die al lang naar Arrow Classic Rock luisteren vonden dat er te weinig muziek wordt gedraaid. In de show had Curry herhaaldelijk aangegeven dat de groep luisteraars die dit wil helaas te klein is om winstgevend te worden. De show die er op dat moment was, was bedoeld als experiment om te kijken of hier een grotere groep luisteraars mee gevonden kan worden.
Op 24 juni 2008 antwoordde Adam op herhaaldelijke sms'jes met het verzoek om meer muziek te draaien. Hij antwoordde hierop dat als ze de problemen in de wereld willen negeren ze uiteindelijk een slaaf van de maatschappij zouden worden en zich evengoed "van een brug konden gooien".

## Belangrijke thema's
- Het plotse verdwijnen van cholesterolremmer Lipitor uit het pakket van vergoedbare producten terwijl het patent binnenkort verloopt en het dus goedkoper wordt
- Het Verdrag van Lissabon: waarom onze grondrechten gevaarlijk beperkt worden en waarom de manier waarop men dit verdrag er probeert door te drukken principieel fout zou zijn
- 9/11 en de shockdoctrine
- Opwarming van de aarde: overdrijft men om allerlei taksen te kunnen invoeren?
- De mogelijke link tussen de olieprijzen, Amerika en waarom ze Iran willen binnenvallen
- De oorlog in Georgië en hoe de media de feiten soms vervormen